# ألكسندر دولغوبولوف
الكسندر دولغوبولوف (بالأوكرانية: Долгополов Олександр Олександрович)‏ (سابقاً أولكسندر دولغوبولوف جونيور) (ولد في 7 نوفمبر 1988، في كييف، أوكرانيا) لاعب كرة مضرب أوكراني محترف وهو صاحب أعلى تصنيف بين اللاعبين الأوكرانيين حالياً وقد غيره اسمه إلى الاسم الحالي في مايو 2010.

## البطولات التي حققها
| الفئة (فردي)                 |
| الجراند سلام (0)             |
| سلسلة الأساتذة 1000 نقطة (0) |
| بطولات فئة 500 نقطة (0)      |
| بطولات فئة 250 نقطة (0)      |
| بطولات التحدي (5)            |
| بطولات الفيوتشر (5)          |